# Ceratomyxa
Genre
Synonymes
Leptotheca Thélohan, 1895
Ceratomyxa est un genre de myxozoaires.

## Liste d'espèces
Selon Catalogue of Life (2 novembre 2013) :
- Ceratomyxa acanthuri
- Ceratomyxa aggregata
- Ceratomyxa allantoidea
- Ceratomyxa anguillae
- Ceratomyxa angusta
- Ceratomyxa appendiculata
- Ceratomyxa arcuata
- Ceratomyxa artedielli
- Ceratomyxa auerbachi
- Ceratomyxa beloneae
- Ceratomyxa castigata
- Ceratomyxa castigatoides
- Ceratomyxa chromis
- Ceratomyxa constricta
- Ceratomyxa coris
- Ceratomyxa declivis
- Ceratomyxa diplodae
- Ceratomyxa drepanopsettae
- Ceratomyxa dubia
- Ceratomyxa elegans
- Ceratomyxa elongata
- Ceratomyxa faba
- Ceratomyxa flexa
- Ceratomyxa gemmaphora
- Ceratomyxa gibba
- Ceratomyxa globulifera
- Ceratomyxa hama
- Ceratomyxa herouardi
- Ceratomyxa hokarari
- Ceratomyxa hopkinsi
- Ceratomyxa inaequalis
- Ceratomyxa inconstans
- Ceratomyxa insolita
- Ceratomyxa intexua
- Ceratomyxa inversa
- Ceratomyxa labracis
- Ceratomyxa lata
- Ceratomyxa laxa
- Ceratomyxa linospora
- Ceratomyxa longispina
- Ceratomyxa macrospora
- Ceratomyxa maenae
- Ceratomyxa markewitchi
- Ceratomyxa maxima
- Ceratomyxa merlangi
- Ceratomyxa minuta
- Ceratomyxa moenei
- Ceratomyxa nitida
- Ceratomyxa orientalis
- Ceratomyxa pallida
- Ceratomyxa parva
- Ceratomyxa peculiaria
- Ceratomyxa platichthys
- Ceratomyxa polymorpha
- Ceratomyxa ramosa
- Ceratomyxa recta
- Ceratomyxa renalis
- Ceratomyxa reticulata
- Ceratomyxa scorpaenarum
- Ceratomyxa sparusaurati
- Ceratomyxa sphaerulosa
- Ceratomyxa subtilis
- Ceratomyxa tenuispora
- Ceratomyxa torquata
- Ceratomyxa trichiuri
- Ceratomyxa truncata
- Ceratomyxa uncinata
- Ceratomyxa vepallida

Selon NCBI (2 novembre 2013) :
- Ceratomyxa aegyptiaca
- Ceratomyxa anko
- Ceratomyxa archamiae
- Ceratomyxa atkinsoni
- Ceratomyxa auerbachi
- Ceratomyxa barnesi
- Ceratomyxa bartholomewae
- Ceratomyxa brayi
- Ceratomyxa bryanti
- Ceratomyxa burgerae
- Ceratomyxa buri
- Ceratomyxa capricornensis
- Ceratomyxa cardinalis
- Ceratomyxa cheilinae
- Ceratomyxa choerodonae
- Ceratomyxa cretensis
- Ceratomyxa cribbi
- Ceratomyxa cutmorei
- Ceratomyxa cyanosomae
- Ceratomyxa dennisi
- Ceratomyxa diamanti
- Ceratomyxa ernsti
- Ceratomyxa falcatus
- Ceratomyxa filamentosi
- Ceratomyxa gleesoni
- Ceratomyxa gunterae
- Ceratomyxa gurnardi
- Ceratomyxa hallettae
- Ceratomyxa heinigerae
- Ceratomyxa heronensis
- Ceratomyxa hooperi
- Ceratomyxa ireneae
- Ceratomyxa jonesi
- Ceratomyxa kenti
- Ceratomyxa koieae
- Ceratomyxa labracis
- Ceratomyxa lunula
- Ceratomyxa milleri
- Ceratomyxa moseri
- Ceratomyxa nolani
- Ceratomyxa nowakae
- Ceratomyxa ostorhinchi
- Ceratomyxa oxycheilinae
- Ceratomyxa pantherini
- Ceratomyxa puntazzi
- Ceratomyxa reidi
- Ceratomyxa robertsthomsoni
- Ceratomyxa rueppellii
- Ceratomyxa seriolae
- Ceratomyxa sewelli
- Ceratomyxa shasta
- Ceratomyxa sparusaurati
- Ceratomyxa talboti
- Ceratomyxa thalassomae
- Ceratomyxa vikrami
- Ceratomyxa whippsi
- Ceratomyxa yokoyamai

Selon World Register of Marine Species (2 novembre 2013) :
- Ceratomyxa abbreviata (Davis, 1917)
- Ceratomyxa acanthopagri (Zhao & Song, 2003)
- Ceratomyxa acanthuri Kpatcha, Diebakate, Faye & Toguebaye, 1996
- Ceratomyxa adeli (Bakay & Grudnev, 1998)
- Ceratomyxa aggregata Davis, 1917
- Ceratomyxa agilis Thélohan, 1892
- Ceratomyxa allantoidea Gaevskaya & Kovaljova, 1984
- Ceratomyxa amatea (Aseeva, 2001)
- Ceratomyxa ammodytis Zhao & Song, 2003
- Ceratomyxa ampla (Kovaljova, Rodjuk & Grudnev, 2002)
- Ceratomyxa anguillae Tuzet & Ormieres, 1957
- Ceratomyxa angusta Meglitsch, 1960
- Ceratomyxa annulata (Meglitsch, 1960)
- Ceratomyxa antarctica Kovaljova, Rodjuk & Grudney, 2002
- Ceratomyxa apogoni (Narasimhamurti, Kalavati, Anuradha & Padma Dorothy, 1990)
- Ceratomyxa appendiculata Thélohan, 1892
- Ceratomyxa arcuata Thélohan, 1892
- Ceratomyxa artedielli Polyanskii, 1955
- Ceratomyxa auerbachi Kabata, 1962
- Ceratomyxa beloneae Lubat, Radujkovic, Marques & Bouix, 1989
- Ceratomyxa beveridgei (Moser, Kent & Dennis, 1989)
- Ceratomyxa castigata Meglitsch, 1960
- Ceratomyxa castigatoides Meglitsch, 1960
- Ceratomyxa centriscopsi Gunter & Adlard, 2010
- Ceratomyxa chromis Lubat, Radujkovic, Marques & Bouix, 1989
- Ceratomyxa coelorhyncha (Yoshino & Noble, 1973)
- Ceratomyxa constricta (Fujita, 1923)
- Ceratomyxa coris Georgévitch, 1916
- Ceratomyxa declivis Meglitsch, 1960
- Ceratomyxa diplodae Lubat, Radujkovic, Marques & Bouix, 1989
- Ceratomyxa drepanopsettae Averintzev, 1908
- Ceratomyxa dubia Dunkerley, 1921
- Ceratomyxa elegans Jameson, 1929
- Ceratomyxa ellipsoidea Kovaljova, Rodjuk & Grudney, 2002
- Ceratomyxa elongata (Thélohan, 1895)
- Ceratomyxa etrumuci (Dogiel, 1948)
- Ceratomyxa faba Meglitsch, 1960
- Ceratomyxa fisheri Jameson, 1929
- Ceratomyxa flexa Meglitsch, 1960
- Ceratomyxa fujitai Gunter & Adlard, 2010
- Ceratomyxa galeata Jameson, 1929
- Ceratomyxa gemmaphora Meglitsch, 1960
- Ceratomyxa ghaffari Ali, Abdel-Baki & Sakran, 2006
- Ceratomyxa gibba Meglitsch, 1960
- Ceratomyxa globulifera Thélohan, 1895
- Ceratomyxa hama Meglitsch, 1960
- Ceratomyxa hepseti (Thélohan, 1895)
- Ceratomyxa herouardi Georgévitch, 1916
- Ceratomyxa hokarari Meglitsch, 1960
- Ceratomyxa hopkinsi Jameson, 1929
- Ceratomyxa huanghaiensis Zhao & Song, 2003
- Ceratomyxa inaequalis Doflein, 1898
- Ceratomyxa inconstans Jameson, 1929
- Ceratomyxa informis (Auerbach, 1910)
- Ceratomyxa insolita Meglitsch, 1960
- Ceratomyxa intexua Meglitsch, 1960
- Ceratomyxa inversa Meglitsch, 1960
- Ceratomyxa kovaljovae (Bakay & Grudnev, 1998)
- Ceratomyxa labracis Sitjá-Bobadilla & Alvarez-Pellitero, 1993
- Ceratomyxa lata Dunkerley, 1921
- Ceratomyxa lateolabracis Zhao & Song, 2003
- Ceratomyxa latesi (Chakravarty, 1943)
- Ceratomyxa laxa Meglitsch, 1960
- Ceratomyxa lepidopusi Gunter & Adlard, 2010
- Ceratomyxa limandae Fujita, 1923
- Ceratomyxa linospora Doflein, 1898
- Ceratomyxa longipes (Auerbach, 1910)
- Ceratomyxa longispina Petruschewsky, 1932
- Ceratomyxa lovei Gunter & Adlard, 2010
- Ceratomyxa lubati Gunter & Adlard, 2010
- Ceratomyxa macroformis (Gaevskaya & Kovaljova, 1984)
- Ceratomyxa macronesi (Chakravarty, 1943)
- Ceratomyxa macrospora (Auerbach, 1909)
- Ceratomyxa macrouridonum Gunter & Adlard, 2010
- Ceratomyxa maenae Georgévitch, 1929
- Ceratomyxa markewitchi Iskov & Karataev, 1984
- Ceratomyxa maxima Gaevskaya & Kovaljova, 1980
- Ceratomyxa merlangi Zaika, 1966
- Ceratomyxa minima (Meglitsch, 1960)
- Ceratomyxa minuta Meglitsch, 1960
- Ceratomyxa moenei Meglitsch, 1960
- Ceratomyxa mylionis (Ishizaki, 1960)
- Ceratomyxa myxocephala Aseeva, 2002
- Ceratomyxa nebulifera (Zhao & Song, 2003)
- Ceratomyxa nitida Meglitsch, 1960
- Ceratomyxa noblei Gunter & Adlard, 2010
- Ceratomyxa nototheniae Kovaljova, Rodjuk & Grudney, 2002
- Ceratomyxa opisthocornata (Evdokimova, 1977)
- Ceratomyxa orientalis (Dogiel, 1948)
- Ceratomyxa orthospora Kovaljova, Rodjuk & Grudney, 2002
- Ceratomyxa ovalis (Kovaljova & Gaevskaya, 1983)
- Ceratomyxa pallida Thélohan, 1895
- Ceratomyxa parva (Thélohan, 1895)
- Ceratomyxa peculiaria Yurakhno, 1991
- Ceratomyxa pegusae Kpatcha, Diebakate & Toguebaye, 1996
- Ceratomyxa physiculusi Gunter & Adlard, 2010
- Ceratomyxa pinguis (Meglitsch, 1960)
- Ceratomyxa platichthys (Fujita, 1923)
- Ceratomyxa polymorpha (Labbé, 1899)
- Ceratomyxa priacanthi Kalavati, Dorothy & Pandian, 2002
- Ceratomyxa quadritaenia (Kovaljova & Zubchenko, 1984)
- Ceratomyxa quingdaoensis Zhao & Song, 2003
- Ceratomyxa ramosa Averintzev, 1908
- Ceratomyxa recta Meglitsch, 1960
- Ceratomyxa renalis Meglitsch, 1960
- Ceratomyxa reticulata Thélohan, 1895
- Ceratomyxa scissura (Davis, 1917)
- Ceratomyxa scorpaenarum Labbé, 1899
- Ceratomyxa sebastici (Zhao & Song, 2003)
- Ceratomyxa sparusaurati Sitjá-Bobadilla Palenzuela & Alvarez-Pellitero, 1995
- Ceratomyxa sphaerulosa Thélohan, 1892
- Ceratomyxa subelegans (Laird, 1953)
- Ceratomyxa subtilis Meglitsch, 1960
- Ceratomyxa tenuispora Kabata, 1960
- Ceratomyxa thunni Mladineo & Bocina, 2006
- Ceratomyxa torquata Meglitsch, 1960
- Ceratomyxa trichiuri Kpatcha, Diebakate, Faye & Toguebaye, 1996
- Ceratomyxa truncata Thélohan, 1895
- Ceratomyxa uncinata Meglitsch, 1960
- Ceratomyxa vepallida Meglitsch, 1960
- Ceratomyxa vikrami (Tripathi, 1948)